# No Good (Start the Dance)
Singles de Prodigy
One Love
(1993) Voodoo People
(1994)
Clip vidéo
[vidéo] « No Good (Start the Dance) », sur YouTube
No Good (Start the Dance) est une chanson du groupe britannique Prodigy parue en single le 16 mai 1994 et ensuite sur l'album Music For the Jilted Generation sorti le 4 juillet de la même année.
Le single a débute à la 9e place au Royaume-Uni la semaine du 22 au 28 mai et a atteint sa meilleure position, la 4e, trois semaines plus tard.

## Classements
| Classement (1994)              | Meilleure position |
| ------------------------------ | ------------------ |
| Royaume-Uni (UK Singles Chart) | 4                  |